# DocuSign

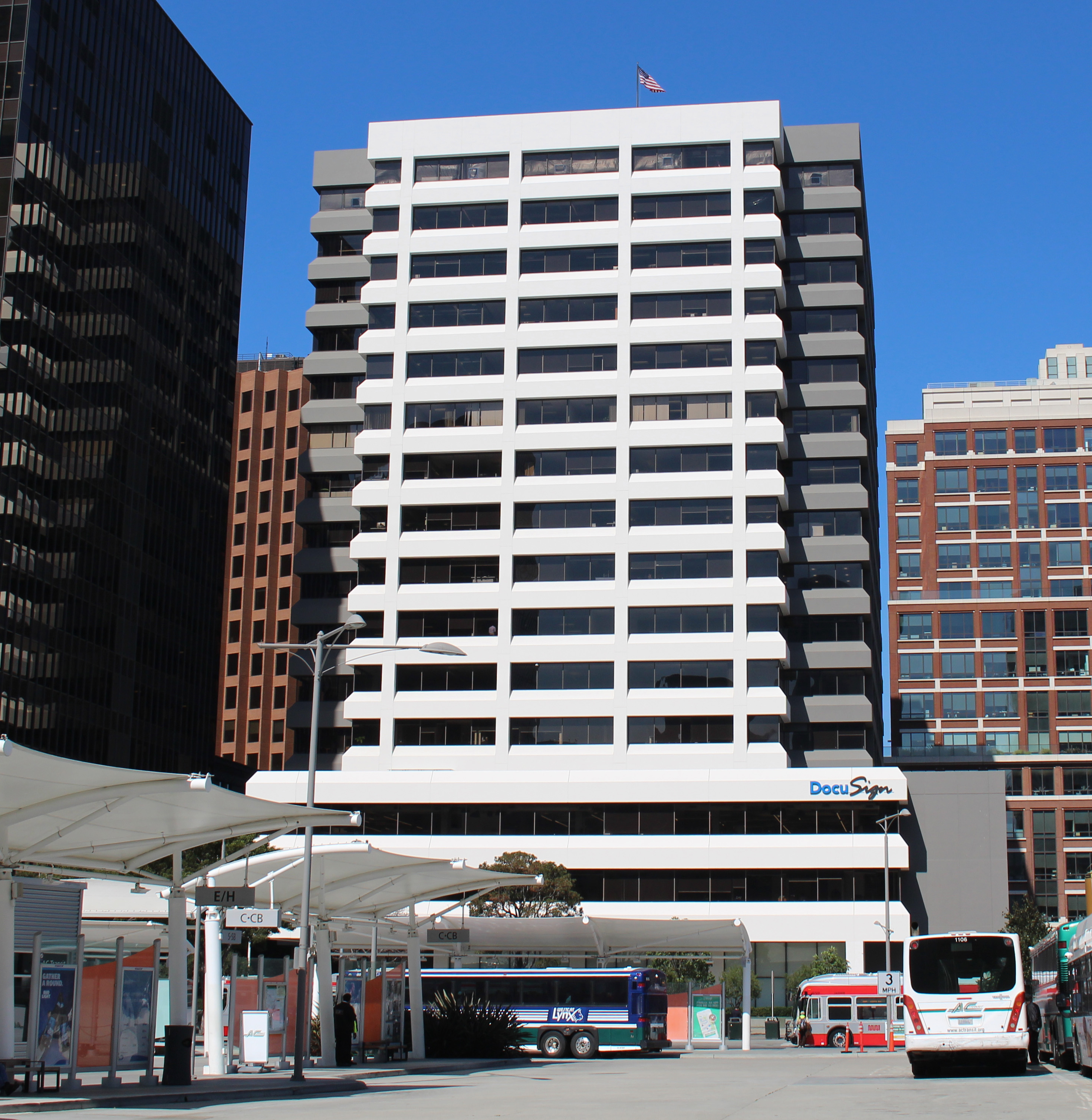
DocuSign位于旧金山的总部，摄于2017年

DocuSign Inc.是一間位於美國旧金山的公司，提供用戶和使用者網路簽名服務。

## 历史
隨著網路發展迅速，郵件遞送服務已逐漸式微。DocuSign讓人們能直接在網路上簽署會議文件，信件，收寄電子郵件，發送副本等功能。許多小型企業礙於2019年新冠肺炎疫情肆虐而改用此方式，避免了直接接觸和感染的風險。DocuSign合作夥伴多且眾，如富士軟片、SAP公司。

## 使用方式
利用電子郵件形式，可供簽名或填寫的欄位。惟簽名必須使用鼠标或觸控筆（手指），模擬簽章。在平板電腦，智慧型手機，筆記型電腦，桌上型電腦，都可使用。